# Barrie
Barrie és una ciutat del sud d'Ontario, Canadà, situada a la riba oest del Llac Simcoe. Barrie es troba a la part nord de Greater Golden Horseshoe, una zona densament industrialitzada i poblada d'Ontario.
El 2021 tenia 147,829 habitants, essent la 34a ciutat més poblada del Canadà.

## Història

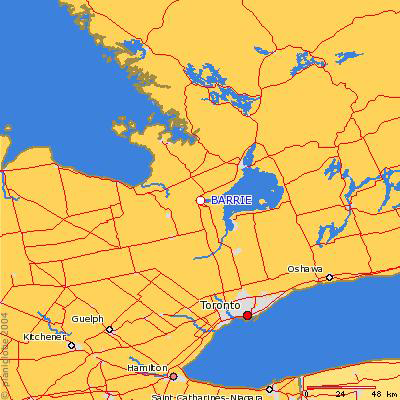
Situació de Barrie.

L'origen de Barrie era un lloc per al manteniment dels cavalls. Va tenir un paper important en la Guerra de 1812. Va rebre el seu nom actual, el 1835, en honor del militar Sir Robert Barrie.
El 31 de maig de 1985, un tornado F4 (segons l'escala Fujita va tocar Barrie. Va ser un dels tornados més violents de la història del Canadà.

## Clima
Com la resta del sud d'Ontario, Barrie té un climacontinental humit (en la classificació de Köppen Dfb).
La temperatura mitjana anual és de 6,7, el mes més fred és gener amb -8,1 °C i el més càlid juliol amb 20,5 °C La precipitació mitjana anual és de 939 litres amb un màxim a l'estiu. Hi acostuma a nevar de novembre a març.

## Grups ètnics
Segons el cens de 2006, el 5,8% dels residents a Barrie pertanyen a minories.
| Origen ètnic | Població | Percentatge |
| ------------ | -------- | ----------- |
| Anglès       | 65,160   | 37,2%       |
| Canadenc     | 58,510   | 33,4%       |
| Escocès      | 45,300   | 25,8%       |
| Irlandès     | 41,390   | 23,6%       |
| Francès      | 23,050   | 13,1%       |

| Cens de 2006 al Canadà          | Cens de 2006 al Canadà          | Població | % de la població total |
| ------------------------------- | ------------------------------- | -------- | ---------------------- |
| grup de Minoria visible Source: | Sud d'Àsia                      | 1,590    | 1.3                    |
| grup de Minoria visible Source: | Xinès                           | 1,005    | 0.8                    |
| grup de Minoria visible Source: | Negres                          | 1,885    | 1.5                    |
| grup de Minoria visible Source: | Filipins                        | 815      | 0.6                    |
| grup de Minoria visible Source: | Llatinoamericans                | 1,020    | 0.8                    |
| grup de Minoria visible Source: | Sud-est d'Àsia                  | 465      | 0.4                    |
| grup de Minoria visible Source: | Altres minories visibles        | 1,740    | 1.3                    |
| Total població visible minority | Total població visible minority | 8,520    | 6.7                    |
| Aborigen Source:                | First Nations                   | 1,515    | 1.2                    |
| Aborigen Source:                | Métis                           | 1,085    | 0.9                    |
| Aborigen Source:                | Inuit                           | 0        | 0                      |
| Total població aborigen         | Total població aborigen         | 2,660    | 2.1                    |
| Blanca canadenca                | Blanca canadenca                | 115,655  | 91.2                   |
| Població total                  | Població total                  | 126,835  | 100                    |

| Afiliació religiosa       | Total  |
| ------------------------- | ------ |
| Catòlics                  | 28,385 |
| Protestants               | 46,840 |
| Ortodoxos cristians       | 865    |
| Cristians, n.i.e.         | 2,815  |
| Musulmans                 | 445    |
| Jueus                     | 340    |
| Budistes                  | 205    |
| Hindu                     | 250    |
| Sikh                      | 95     |
| Religions orientals       | 105    |
| Altres religions          | 75     |
| Sense afiliació religiosa | 21,930 |